# Katabolism

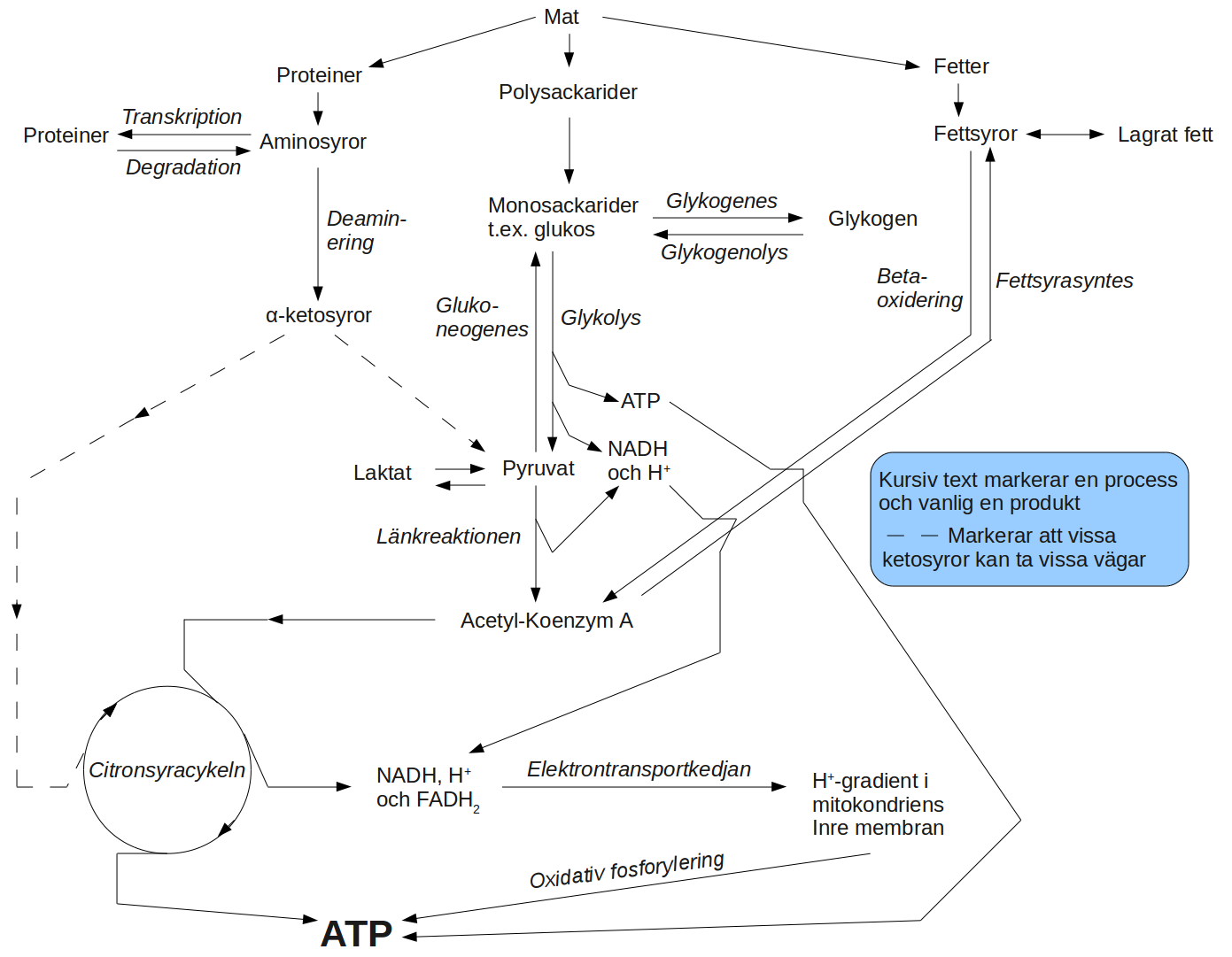
De tre stora typerna av födoämnen bryts ner och omvandlas till acetyl-koenzym A som sedan görs om till ATP. De används också som byggstenar och kan lagras som energireserv i form av glykogen eller fett

Katabolism är den nedbrytande delen av kroppens ämnesomsättning, metabolism, och anabolism är den uppbyggande. När födan rör sig in i kroppens katabolism, är det framförallt tre stora delar som kroppen bryter ner: proteiner, fetter och kolhydrater. Nedbrytningen av födan påbörjas redan i munhålan när den tuggas och blandas med saliven, som innehåller en stärkelsenedbrytande enzym. När födan senare når magsäcken blandas den med magsaften som bland annat innehåller saltsyra och enzymer som påbörjar nedbrytningen av proteiner till mindre beståndsdelar. Det är först i tarmsaften som den riktiga nedbrytningen sker; protein bryts ner till aminosyror, fetter bryts ner till fettsyror, di- och monoglycerider samt glycerol, och kolhydraterna blir till monosackarider. Dessa enkla beståndsdelar kan sedan transporteras genom tarmväggen i tarmluddets blod och lymfkärl.
För att energi ska kunna utvinnas ur ämnen använder kroppen ett ämne som agerar energibärare, nämligen ATP. När ATP hydrolyserar en fosfatgrupp frigörs 30 kJ/mol. Dessutom finns det vätebärare såsom NAD+ som transporterar vätejoner och elektroner från katabolismen till anabolismen.

## Kolhydratkatabolism
Kolhydrater börjar brytas ner redan i munnen av enzymer som finns i saliven. De fortsätter sedan att brytas ned till kortare och kortare sackaridkedjor tills de blir monosackarider, till exempel glukos. Glukoset tas sedan upp i blodet och transporteras ut till cellerna. När glukoshalten i blodet, blodsockerhalten, stiger utsöndrar bukspottkörteln insulin. Detta gör att cellerna tar in mer glukos. Glukos kan användas som energi av alla kroppens celler. Celler, framför allt muskelceller och leverceller kan spara på glukos i form av glykogen men bara en begränsad mängd (ett par hundra gram). Ifall glukoshalten blir för stor så ombildar kroppen det till fett.
När glukos ska användas i cellen så bryts det först ner i glykolysen till pyruvat. Pyruvat bryts sedan ner till acetyl-koenzym A i länkreaktionen, detta sker i mitokondrien. Sedan går acetyl-koA in i citronsyracykeln och bildar lite ATP. Den bildar också större mängder FADH2, NADH och H+ från FAD och NAD+. Dessa molekyler innehåller högenergielektroner som via elektrontransportkedjan ger en H+-gradient i mitokondriens inre membran (cellandningen). Denna gradient tvingar sedan in H+ tillbaka i mitokondriens innersta rum och producerar på vägen genom oxidativ fosforylering en stor mängd ATP.
Citronsyracykeln producerar även CO2 och elektronstransportkedjan förbrukar O2 och producerar H2O. Ifall syre inte finns i tillräckliga mängder så stannar nedbrytningen innan länkreaktionen. Den stora mängden pyruvat som ackumuleras omvandlas då till laktat för att tillfredsställa behovet av NAD+ i glykolysen.

## Fettkatabolism
Fetter kan också användas som energikälla till kroppen. Detta sker genom att triglycerider delas upp i fettsyror som sedan genom beta-oxidation görs om till acetyl-koenzym A och sedan går in i samma katabola reaktionsväg som Acetyl-KoA från glukos.
Se Fettmetabolism

## Proteinkatabolism
Proteiner består av aminosyror och när dessa deamineras kan vissa av dem användas till att utvinna energi. Dessa går då in på olika ställen i kolhydratskatabolismen till exempel citronsyracykeln eller länkreaktionen.